# Avenue Hussein-1er-de-Jordanie
L'avenue Hussein-1er-de-Jordanie est une voie située dans le quartier de la Muette du 16e arrondissement de Paris.

## Situation et accès
Cette avenue est l’une des voies des jardins du Trocadéro. 
L'avenue Hussein-1er-de-Jordanie est desservie à proximité par la ligne 6 à la station Trocadéro.

## Origine du nom

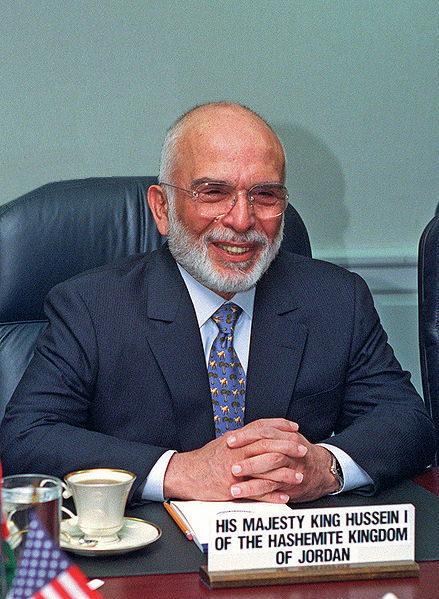
Le roi Hussein de Jordanie en 1997.

Cette voie rend hommage au roi Hussein de Jordanie (1935-1999), en raison de son rôle dans les accords de paix au Proche-Orient.

## Historique
La voie prend le nom d'« avenue Hussein-1er-de-Jordanie » le 6 décembre 1999 quelques mois après sa mort.
Deux autres voies des jardins du Trocadéro ont aussi reçu le nom de monarques : l'avenue Albert-Ier-de-Monaco (en 1932) et l'avenue Gustave-V-de-Suède (en 1951).

## Bâtiments remarquables et lieux de mémoire
- L'avenue sépare la partie nord de la fontaine du Trocadéro des marches du palais de Chaillot.